# WTA Elite Trophy 2016
El WTA Elite Trophy 2016, és un esdeveniment de tennis femení que va reunir dotze tennistes individuals i sis parelles. La segona edició del torneig es va disputar entre l'1 i el 6 de novembre de 2016 sobre pista dura interior al Hengqin International Tennis Center de Zhuhai, Xina.
La tennista txeca Petra Kvitová va guanyar el segon títol de la temporada, ambdós en territori xinès.

## Format
En categoria individual es van escollir les onze millors tennistes segons els rànquing WTA que no es van classificar pel torneig WTA Finals 2016 i una tennista convidada per l'organització del torneig. Les dues tennistes suplents classificades pel WTA Finals 2016 podien participar igualment en aquest torneig inclús en el cas que haguessin jugat algun partit. Les dotze tennistes es van dividir en quatre grups de tres tennista per disputar una ronda en format Round Robin. Les quatre tennista millors classificades d'aquesta fase es van classificar per semifinals, i les dues guanyadores es van enfrontar en la final.
En cas dels dobles, es van escollir les quatre millors parelles que no es van classificar pel WTA Finals 2016 i dues parelles convidades. Es van dividir en dos grups de tres parelles, i les dues guanyadores d'aquesta fase es van classificar directament per la final.

## Individual

### Classificació
| Rq    | Tennista             | Grand Slam | Grand Slam | Grand Slam | Grand Slam | Premier Mandatory | Premier Mandatory | Premier Mandatory | Premier Mandatory | Millors Premier 5 | Millors Premier 5 | Altres millors resultats | Altres millors resultats | Altres millors resultats | Altres millors resultats | Altres millors resultats | Altres millors resultats | Punts | Torn. |
| ----- | -------------------- | ---------- | ---------- | ---------- | ---------- | ----------------- | ----------------- | ----------------- | ----------------- | ----------------- | ----------------- | ------------------------ | ------------------------ | ------------------------ | ------------------------ | ------------------------ | ------------------------ | ----- | ----- |
| Rq    | Tennista             | AUS        | RG         | WIM        | USO        | INW               | MIA               | MAD               | PEQ               | 1                 | 2                 | 1                        | 2                        | 3                        | 4                        | 5                        | 6                        | Punts | Torn. |
| 10    | Johanna Konta        | SF 780     | R128 10    | R64 70     | R16 240    | R16 120           | QF 215            | R64 10            | F 650             | QF 190            | QF 190            | G 470                    | SF 185                   | R16 105                  | R16 105                  | QF 60                    | R16 55                   | 3.455 | 22    |
| 11    | Carla Suárez Navarro | QF 430     | R16 240    | R16 240    | R16 240    | A 0               | R64 10            | R16 120           | R64 10            | G 900             | QF 190            | SF 185                   | SF 185                   | SF 110                   | R16 105                  | R16 105                  | QF 100                   | 3.170 | 22    |
| 12    | Viktória Azàrenka    | QF 430     | R128 10    | A 0        | A 0        | G 1000            | G 1000            | R16 120           | A 0               | R32 1             |                   | G 470                    | R16 30                   |                          |                          |                          |                          | 3.061 | 9     |
| 13    | Petra Kvitová        | R64 70     | R32 130    | R64 70     | R16 240    | QF 215            | R32 65            | R16 120           | QF 215            | G 900             | R16 105           | SF 185                   | SF 185                   | F 180                    | R16 105                  | R16 55                   |                          | 2.840 | 20    |
| 14    | Elina Svitolina      | R64 70     | R16 240    | R64 70     | R32 130    | R32 65            | R16 120           | R32 65            | SF 390            | R16 105           | R32 60            | F 305                    | G 280                    | R16 185                  | R16 185                  | R16 185                  | R32 1                    | 2.456 | 21    |
| 15    | Venus Williams       | R128 10    | R16 240    | SF 780     | R16 240    | R64 10            | R64 10            | A 0               | R64 10            | R16 105           | R32 60            | F 305                    | G 280                    | R16 105                  | R16 55                   | R16 30                   | R32 1                    | 2.241 | 15    |
| 16    | Caroline Wozniacki   | R128 10    | A 0        | R128 10    | SF 780     | R16 240           | R32 65            | A 0               | R16 120           | R16 105           | R16 105           | G 470                    | G 280                    | SF 110                   | QF 60                    | QF 60                    | R16 55                   | 2.240 | 21    |
| 17    | Roberta Vinci        | R32 130    | R128 10    | R32 130    | QF 430     | R16 120           | R32 65            | R64 10            | R32 65            | QF 190            | R16 105           | G 470                    | R16 105                  | QF 100                   | QF 100                   | QF 100                   | R32 60                   | 2.190 | 22    |
| 18    | Timea Bacsinszky     | R64 70     | QF 430     | R32 130    | R64 70     | R16 120           | SF 390            | R16 120           | R32 65            | QF 190            | R16 105           | G 280                    | SF 110                   | R16 105                  | R32 1                    | R32 1                    | R32 1                    | 2.188 | 19    |
| 19    | Ielena Vesninà       | Q1 2       | R64 70     | SF 780     | R32 130    | Q1 2              | R32 95            | R32 95            | R64 10            | QF 220            | Q2 20             | F 330                    | QF 100                   | QF 100                   | QF 60                    | R16 55                   | R32 25                   | 2.094 | 19    |
| 20    | Samantha Stosur      | R128 10    | SF 780     | R64 70     | R64 70     | R16 120           | R64 10            | SF 390            | R64 10            | R32 60            | R32 60            | F 180                    | QF 100                   | QF 60                    | QF 60                    | R16 55                   | R16 55                   | 2.090 | 20    |
| 21    | Barbora Strýcová     | R16 240    | R32 130    | R32 130    | R128 10    | R16 120           | R64 35            | R32 65            | R32 65            | QF 190            | QF 190            | F 305                    | F 305                    | R16 105                  | QF 60                    | R32 60                   | R32 60                   | 2.070 | 21    |
| 22    | Kiki Bertens         | R128 10    | SF 780     | R32 130    | R128 10    | R128 30           | R32 95            | A 0               | A 0               | R64 1             | R64 1             | G 280                    | F 180                    | SF 110                   | SF 110                   | QF 60                    | R32 18                   | 1.912 | 21    |
| 23    | Caroline Garcia      | R128 10    | R64 70     | R64 70     | R32 130    | R128 10           | R32 65            | R32 65            | R16 120           | R32 60            | R64 1             | G 280                    | G 280                    | SF 185                   | G 160                    | SF 110                   | R16 55                   | 1.725 | 26    |
| 25 S  | Timea Babos          | R64 70     | R64 70     | R64 70     | R32 130    | R128 10           | R16 120           | R64 10            | R32 65            | QF 220            | R16 105           | F 180                    | SF 110                   | SF 110                   | QF 100                   | QF 100                   | QF 60                    | 1.635 | 27    |
| 28 WC | Zhang Shuai          | QF 430     | R64 70     | R128 10    | R32 130    | R32 65            | R64 35            | A 0               | QF 215            | R32 60            | R64 30            | G 140                    | SF 110                   | SF 110                   | G 50                     | R64 30                   | R16 30                   | 1.585 | 26    |

### Fase grups

#### Grup Azalea
| CS | Tennista        | J. Konta | S. Stosur | C. Garcia | V − D | Sets  | Jocs    | Pos. |
| 1  | Johanna Konta   |          | 6−4, 6−2  | 6−2, 6−2  | 2 − 0 | 4 − 0 | 24 − 10 | 1    |
| 8  | Samantha Stosur | 4−6, 2−6 |           | 4−6, 3−6  | 0 − 2 | 0 − 4 | 13 − 24 | 3    |
| 11 | Caroline Garcia | 2−6, 2−6 | 6−4, 6−3  |           | 1 − 1 | 2 − 2 | 16 − 19 | 2    |

#### Grup Camèlia
| CS    | Tennista         | T. Babos    | T. Bacsinszky | S. Zhang    | V − D | Sets  | Jocs    | Pos. |
| S     | Timea Babos      |             | 4−6, 2−6      | 6−7(2), 4−6 | 0 − 2 | 0 − 4 | 16 − 25 | 3    |
| 6     | Timea Bacsinszky | 6−4, 6−2    |               | 1−6, 1−6    | 1 − 1 | 2 − 2 | 14 − 18 | 2    |
| 12/WC | Zhang Shuai      | 7−6(2), 6−4 | 6−1, 6−1      |             | 2 − 0 | 4 − 0 | 25 − 12 | 1    |

#### Grup Peònia
| CS | Tennista         | P. Kvitová | R. Vinci | B. Strýcová | V − D | Sets  | Jocs    | Pos. |
| 3  | Petra Kvitová    |            | 6−1, 6−2 | 6−1, 6−4    | 2 − 0 | 4 − 0 | 24 − 8  | 1    |
| 5  | Roberta Vinci    | 1−6, 2−6   |          | 4−6, 3−6    | 0 − 2 | 0 − 4 | 10 − 24 | 3    |
| 9  | Barbora Strýcová | 1−6, 4−6   | 6−4, 6−3 |             | 1 − 1 | 2 − 2 | 17 − 19 | 2    |

#### Grup Rosa
| CS | Tennista        | E. Svitolina  | I. Vesninà  | K. Bertens    | V − D | Sets  | Jocs    | Pos. |
| 4  | Elina Svitolina |               | 6−4, 6−2    | 2−6, 6−4, 6−2 | 2 − 0 | 4 − 1 | 26 − 18 | 1    |
| 7  | Ielena Vesninà  | 4−6, 2−6      |             | 6−4, 7−6(5)   | 1 − 1 | 2 − 2 | 19 − 22 | 2    |
| 10 | Kiki Bertens    | 6−2, 4−6, 2−6 | 4−6, 6−7(5) |               | 0 − 2 | 1 − 4 | 22 − 27 | 3    |

### Fase final
|  | Semifinals | Semifinals      | Semifinals    | Semifinals | Semifinals |             |   | Final           | Final | Final | Final | Final |
|  |            |                 |               |            |            |             |   |                 |       |       |       |       |
|  | 1          | Johanna Konta   | 6             | 1          | 4          |             |   |                 |       |       |       |       |
|  | 4          | Elina Svitolina | 2             | 6          | 6          |             |   |                 |       |       |       |       |
|  | 4          | Elina Svitolina | 2             | 6          | 6          |             | 4 | Elina Svitolina | 4     | 2     |       |       |
|  |            |                 |               |            |            |             | 4 | Elina Svitolina | 4     | 2     |       |       |
|  |            | 3               | Petra Kvitová | 6          | 6          |             |   |                 |       |       |       |       |
|  | 12/WC      | 3               | Petra Kvitová | 6          | 6          | Zhang Shuai | 2 | 2               |       |       |       |       |
|  | 12/WC      |                 |               |            |            | Zhang Shuai | 2 | 2               |       |       |       |       |
|  | 3          | Petra Kvitová   | 6             | 6          |            |             |   |                 |       |       |       |       |

## Dobles

### Caps de sèrie
| CS | Tennistes            | Tennistes              | Rànquing |
| -- | -------------------- | ---------------------- | -------- |
| 1  | Andreja Klepač       | Arantxa Parra Santonja | 65       |
| 2  | Xu Yifan             | İpek Soylu             | 96       |
| 3  | Anastassia Rodiónova | Olga Savchuk           | 104      |
| 4  | Oksana Kalashnikova  | Tatjana Maria          | 106      |
| 5  | Liang Chen           | Wang Yafan             |          |
| 6  | Yang Zhaoxuan        | You Xiaodi             |          |

### Fase grups

#### Grup Lotus
| CS | Tennistes                             | A. Klepač A.Parra Santonja | O. Kalashnikova T. Maria | Z. Yang X. You      | V − D | Sets  | Jocs    | Pos. |
| 1  | Andreja Klepač Arantxa Parra Santonja |                            | 6−1, 7−6(1)              | 3−6, 3−6            | 1 − 1 | 2 − 2 | 19 − 19 | 2    |
| 4  | Oksana Kalashnikova Tatjana Maria     | 1−6, 6−7(1)                |                          | 1−6, 7−6(3), [10−7] | 1 − 1 | 2 − 3 | 16 − 25 | 3    |
| 6  | Yang Zhaoxuan You Xiaodi              | 6−3, 6−3                   | 6−1, 6−7(3), [7−10]      |                     | 1 − 1 | 3 − 2 | 24 − 15 | 1    |

#### Grup Orquídia
| CS | Tennistes                         | Y. Xu İ. Soylu   | A. Rodiónova O. Savchuk | C. Liang Y. Wang | V − D | Sets  | Jocs    | Pos. |
| 2  | Xu Yifan İpek Soylu               |                  | 6−3, 6−4                | 6−4, 3−6, [10−6] | 2 − 0 | 4 − 1 | 22 − 17 | 1    |
| 3  | Anastassia Rodiónova Olga Savchuk | 3−6, 4−6         |                         | 6−4, 7−5         | 1 − 1 | 2 − 2 | 20 − 21 | 2    |
| 5  | Liang Chen Wang Yafan             | 4−6, 6−3, [6−10] | 4−6, 5−7                |                  | 0 − 2 | 1 − 4 | 19 − 23 | 3    |

### Fase final
| Final |                          |   |   |      |
|       |                          |   |   |      |
| 6     | Yang Zhaoxuan You Xiaodi | 4 | 6 | [7]  |
| 2     | Xu Yifan İpek Soylu      | 6 | 3 | [10] |